# Sabrina Draoui
Sabrina Draoui est une réalisatrice algérienne née à Batna le 24 novembre 1977. Après avoir fait des études en chimie, elle choisit le métier de cinéaste, est   photographe,  vidéaste et  scénariste.

## Biographie
Elle fait des études en chimie au début, puis elle entreprend des études en infographie et en photographie, Elle  est   photographe,  vidéaste et  scénariste.
Sabrina Draoui réalise son premier court métrage en 2008 et a participé au Festival du cinéma Apollo .
Son court métrage Goulili est  sélectionné aux Journées Cinématographiques de Carthage ainsi qu'au Jordan Short Film Festival à  Amman en Jordanie et également au 1er Festival International de Dakar au Sénégal.  Sabrina Draoui décroche le Grand Prix du Public avec son court métrage Goulili , ainsi que le Prix du Jury et le Prix des Lycéens à la 10e édition du Festival Plein sud.
Elle obtient le Lauréate nationale de la photo Artistique, à la Bibliothèque Nationale en Algérie en 2004 et elle gagne le Lauréate euro méditerranéenne du concours photo "Regards Croisés" Union Européenne, à  Bruxelles en 2006.

## Filmographie et reportage
- 2016, documentaire «Hada Makan» de Sabrina Draoui, primé lors de la 14e Rencontres cinématographiques de Béjaïa [5],[6].  Elle obtient le Prix du meilleur scénario documentaire ex-æquo, lors de la 6e édition des Journées cinématographiques d’Alger en 2016[7].
- 50 ans, 50 femmes, réalisé par Sabrina Draoui à Sétif en 2013[2].
- Albert Camus et moi, réalisé par Sabrina Draoui à  Alger en 2013[2].
- le lever du jour, réalisé par Sabrina Draoui à Alger en 2009[2].
- inspecteur llob à Alger, réalisé par Sabrina Draoui en 2009[2].
- 2009 : Action spéciale douanes (caméra), elle a été assistante vidéo de la série télé[1].
- En 2008, elle a été première assistante du court métrage Orange Amère à  Paris[1].
- En 2008, elle a été cadreuse du court métrage Recyclage à Paris[1].
- 2008 : Goulili (Dis-moi)[8], réalisation.

### Photographie
- Expositions collectives à Alger à Rabat, à Rome, à Alexandrie en 2007[2].
- Exposition à Fès en 2008[2].

Sabrina Draoui gagne le Prix d’encouragement du concours de la meilleure photo en 2003 à Alger. Elle obtient le lauréat national de la photo artistique à Alger également en 2004.

## Note
1. 1 2 3 4 5 6 7  « Draoui Sabrina », sur africine.org, 2009 (consulté le 23 mars 2017).
2. 1 2 3 4 5 6 7 8 9  Benjamin Barbier, « Dictionnaires des artistes algériens », sur patmagh.hypotheses.org, 11 novembre 2015 (consulté le 23 mars 2017).
3. ↑  O Hind, « Entretien avec la réalisatrice Sabrina Draoui«Le poids du regard, le thème de mon prochain film…» », Batna Info,‎ 26 octobre 2010 (lire en ligne).
4. ↑  Festival Plein Sud, « Les palmarès », sur festivalpleinsud.com, 2017 (consulté le 23 mars 2017).
5. ↑  S B, « La liste des candidats sélectionnés pour les bourses du BFL  dévoilée », La Tribune (Algérie),‎ 13 août 2016 (lire en ligne).
6. ↑  Hana Menasria, « Les réalisateurs Raoui, Mortada et Draoui primés », Liberté (Algérie),‎ 15 septembre 2016 (lire en ligne).
7. ↑  Sarah Haïdar, « Clôture des 6es journées cinématographiques d’Alger. Une sélection et un palmarès sans exigences », Le Soir d'Algérie,‎ 2016 (lire en ligne).
8. ↑  Bio-filmographie